# Conwy (Stadt)
Conwy (oder engl.: Conway) ist eine Stadt an der Nordküste von Wales (Großbritannien) in der Nähe von Llandudno am linken Ufer des River Conwy, kurz vor dessen Mündung in die Irische See. Auf der anderen Seite des Flusses liegt der Ort Llandudno Junction. In Conwy befindet sich einer der Zugänge zum bei Touristen beliebten Bergland des Snowdonia-Nationalparks. Die Stadt hat rund 14.000 Einwohner und ist Verwaltungssitz des Conwy County Borough.

## Geschichte
Einst gab es hier eine normannische Festung und während des 12. Jahrhunderts das von Llywelyn ab Iorwerth gegründete Zisterzienser-Kloster Aberconwy Abbey. Conwy und Conwy Castle von heute sind jedoch ein Werk König Eduards I. von England, der beim Bau der Festung zwischen 1283 und 1289  als Teil der Burgenkette entlang der walisischen Küste gleich noch eine von einer Wehrmauer umgebene Garnisonsstadt anlegen ließ. Dazu wurde die Abtei ins Conwy-Tal nach Maenan verlegt und die Abteikirche, von der noch Reste existieren, von den Engländern übernommen.
Wie bei den meisten anderen Burgen bildeten auch Conwy Castle und die Stadt eine Einheit; der Burgvogt war zugleich Bürgermeister. Handelsprivilegien sowie Bau- und Pachtvergünstigungen brachten englische Siedler ins Land; die walisische Bevölkerung blieb dabei für die nächsten 200 Jahre ausgeschlossen und lebte als Hirten und Bauern vor den Toren der Stadt.
1403 gelang es den Rebellen Owain Glyndŵrs durch List, die Festung zu besetzen. Der damalige Oberbefehlshaber der englischen Truppen in Wales, Henry Percy, konnte die Rebellen gegen freien Abzug dazu bewegen, die Burg zu übergeben. Er behielt jedoch neun von ihnen als Geiseln, darunter den von Owain gefangen genommenen und mit einer von dessen Töchtern verheirateten Sir Edmund Mortimer; er war der Onkel von Edmund Mortimer, 5. Earl of March und möglicher Thronprätendent einer älteren Linie der Plantagenets. In der Folge verweigerte Percy die Herausgabe der Geiseln an König Heinrich IV. und schloss sich zusammen mit Mortimer dem König der Waliser an. Damit begannen die ein Jahrhundert währenden Rosenkriege zwischen den Erben der Häuser York und Lancaster, die beide eine Rose im Wappen führten. Als Ergebnis des Streites gelangte mit den Tudors ein walisisches Geschlecht auf den englischen Thron.
In späteren Jahrhunderten verfiel Conwy Castle und wurde 1627 schließlich an Lord Conwy verkauft. Ab 1642, in der Zeit des Bürgerkrieges, wurde die Stadt noch einmal bemannt und die Festung instand gesetzt. Im August 1646 musste sich Conwy jedoch den Parlamentariern ergeben, und drei Monate später fiel auch die Burg. In der Folge wurde das Festungsbauwerk geschleift, um eine erneute Nutzung durch die Royalisten unmöglich zu machen.

## Historische Bauten und Sehenswürdigkeiten
Von allen Gründungen Eduards entspricht das heutige Conwy am ehesten dem historischen Stadtbild. Die vollständig erhaltene Wehrmauer umschließt ein Areal von 9,5 ha und ist 1,53 km lang, mit 21 Rundtürmen und drei Stadttoren. Die Festung wurde von 8 Türmen geschützt.
In der Stadt befinden sich verschiedene historische Gebäude. Dazu gehören das Aberconwy House aus dem 15. Jahrhundert in der Castle Street sowie in der High Street das elisabethanische Stadtpalais Plas Mawr von 1580. Am Kai steht das „kleinste Haus Großbritanniens“ mit einer Grundfläche von 3,05 m × 1,8 m.

### Brücken
Bis ins 19. Jahrhundert gab es keine Brücke über den Fluss, sondern nur eine Fährverbindung. Mit dem Ausbau des Straßennetzes entschloss man sich aber zum Bau einer zur mittelalterlichen Festungsarchitektur passenden schmiedeeisernen Hängebrücke, der Conwy Suspension Bridge. Das von Thomas Telford entworfene Bauwerk wurde 1826 dem Verkehr übergeben und ist heute offen für Fußgänger. Dazu kam 1848 die von Robert Stephenson konstruierte, ebenfalls heute noch benutzte Conwy Railway Bridge und 1958 schließlich eine Straßenbrücke. Inzwischen gibt es als Ergebnis jahrelanger Kampagnen noch den Conwy Road Tunnel für die heutige A55; der 710 Meter lange Tunnel wurde von 1986 bis 1991 erbaut.

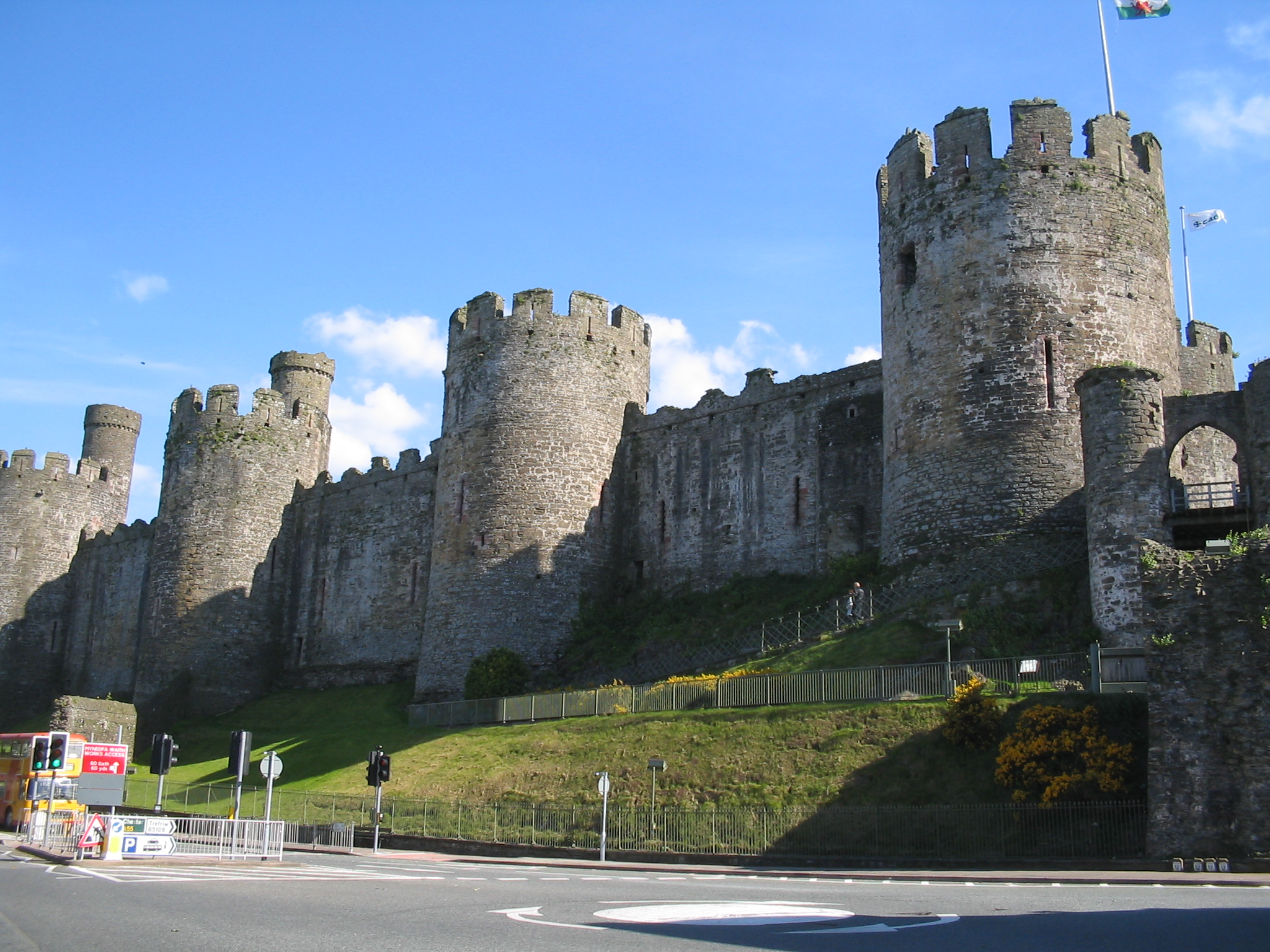
Conwy Castle
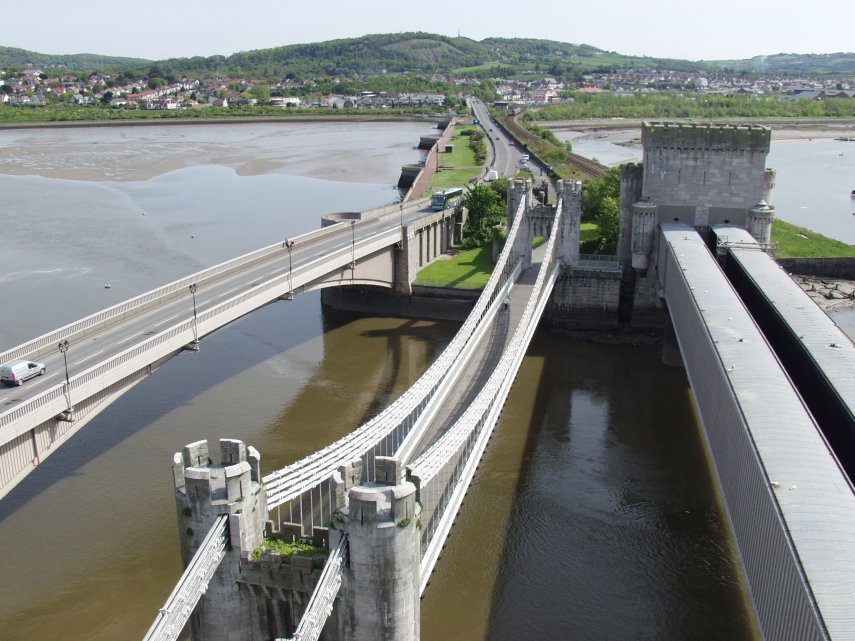
Die drei Brücken
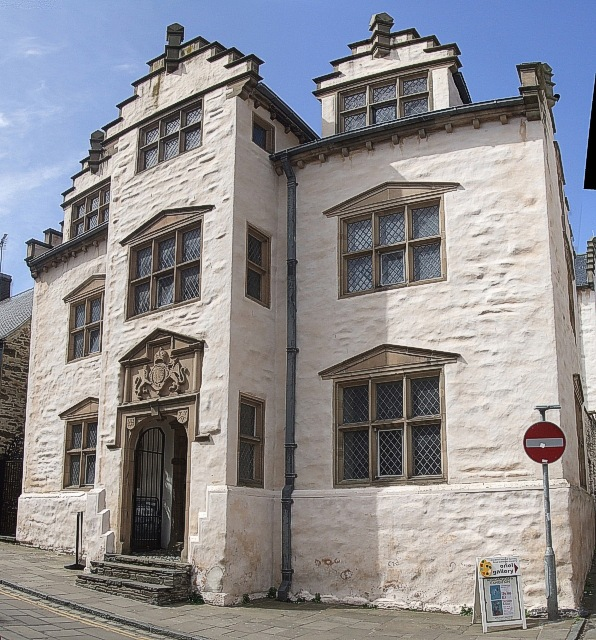
Plas Mawr

## Persönlichkeiten

### Söhne und Töchter der Stadt
- John Williams (1582–1650), Erzbischof von York
- Fanny Parks (1794–1875), Reiseschriftstellerin
- Kai Owen (* 1975), Film- und Theaterschauspieler